# بوستان ساحلی لیپار
 بوستان ساحلی لیپار نام بوستانی در شهر چابهار مرکز استان سیستان و بلوچستان در سواحل مکران است.